# Himantolophus azurlucens
Himantolophus azurlucens är en fiskart som beskrevs av Charles William Beebe och Crane, 1947. Himantolophus azurlucens ingår i släktet Himantolophus och familjen Himantolophidae. Inga underarter finns listade i Catalogue of Life.